# Список томів манґи «20th Century Boys»

Обкладинка першого танкобону, випущеного видавництвом Shogakukan 29 січня 2000 року.

Написаний та проілюстрований Наокі Урасавою, «20th Century Boys» спочатку випускався в журналі Big Comic Spirits з 1999 по 2006 рік. 249 окремих розділів були випущені в 22 томах видавництвом Shogakukan з 29 січня 2000 року по 30 листопада 2006 року. Продовження під назвою «21st Century Boys» почалося у випуску Big Comic Spirits за 19 січня 2007 року і тривало до липня. 16 розділів були видані у 2 томах 30 травня 2007 року та 28 вересня 2007 року. Ван-шот манга під назвою Aozora Chu-Ihō («Порада блакитного неба — поцілунок») була опублікована в випуску Big Comic Spirits за лютий 2009 року, авторство приписується «Ujiko-Ujio», псевдоніму вигаданого дуету творців манґи Канеко та Удзікі в 20th Century Boys.
Ліцензію на випуск манґи англійською мовою в Північній Америці отримала компанія Viz Media у 2005 році, однак випуск було відкладено до завершення перекладу Monster. Перший том вийшов 17 лютого 2009 року, а останній — 18 вересня 2012 року. Серіал також був випущений у Німеччині видавництвом Planet Manga, у Франції Génération Comics, у Гонконгу Jade Dynasty, у Нідерландах Glénat, в Індонезії Level Comics, в Італії Planet Manga, у Польщі Hanami, у Південній Кореї видавництвом Haksan Publishing, в Іспанії – Planeta DeAgostini, а на Тайвані – Tong Li Comics.

## 20th Century Boys
| 1. «Друзі» (яп. ともだち, Tomodachi) 2. «Караоке» (яп. カラオケ) 3. «Хлопець, який купив гітару» (яп. ギターを買った少年, Gitā o katta shōnen) 4. «Носовичок» (яп. 鼻水タオル, Hanamizu taoru) 5. «Ніч у лабораторії» (яп. 理科室の夜, Rikashitsu no yoru) | 1. «Прапор на Місяці» (яп. 月に立つ顔, Tsuki ni tatsu kao) 2. «Софтбол» (яп. ソフトボール, Sofutobōru) 3. «Рити яму» (яп. 穴を掘る, Ana o horu) 4. «Повідомлення» (яп. メッセージ, Messēji) 5. «Юкідзі» (яп. ユキジ) |

| 1. «"Привітність"» (яп. “ゆうりき”, "Yūriki") 2. «Отьо» (яп. 相撲, Sumō) 3. «Тьо-сан» (яп. 刑事, Keiji) 4. «Яма-сан» (яп. ヤマさん) 5. «Остання година людства» (яп. 人類滅亡の時, Jinrui metsubō no toki) 6. «Камісама» (яп. 神様) | 1. «Шухляда Кіріко» (яп. 姉貴の引き出し, Aneki no hikidashi) 2. «Хлопець Кіріко» (яп. 姉貴の恋人, Aneki no koibito) 3. «Чоловік позаду» (яп. 後ろの男, Ushiro no otoko) 4. «Пророк» (яп. 予言者, Yogensha) 5. «Розплющ очі!!» (яп. 目を覚ませ!!, Me o samase!!) |

| 1. «Герой із гітарою» (яп. ギターを持った英雄, Gitā o motta eiyū) 2. «Рішучість» (яп. 決意, Ketsui) 3. «Протистояння» (яп. 対決, Taiketsu) 4. «Брат» (яп. ブラザー, Burazā) 5. «Однокласники» (яп. クラスメート, Kurasumēto) 6. «Хтось інший…» (яп. もう一人…, Mō hitori...) | 1. «Садакійо» (яп. サダキヨ) 2. «Бомба в аеропорту» (яп. 空港爆破, Kūkō bakuha) 3. «Дитя долі» (яп. 運命の子, Unmei no ko) 4. «А потім…» (яп. それから…, Sorekara...) 5. «Чоловік у Бангкоку» (яп. バンコクの男, Bankoku no otoko) |

| 1. «Партія FDP» (яп. ゆーみん党, Yūmin-tō) 2. «Втеча» (яп. 逃走, Tōsō) 3. «Зв'язок» (яп. つながり, Tsunagari) 4. «Любов і мир» (яп. 愛と平和, Ai to heiwa) 5. «Дитя райдуги» (яп. 七色キッド, Nanairo kiddo) 6. «Світло» (яп. 光, Hikari) | 1. «Вибух» (яп. 爆破, Bakuha) 2. «Секретна база» (яп. 秘密基地, Himitsu kichi) 3. «Конференція роботів» (яп. ロボット会議, Robotto kaigi) 4. «Король підземелля» (яп. 地下の帝王, Chika no teiō) 5. «Темрява за межами» (яп. 闇の奥, Yami no oku) |

| 1. «Заклик до зброї» (яп. 招集, Shōshū) 2. «Ти не один» (яп. ひとりじゃない, Hitori ja nai) 3. «Дядько Кендзі» (яп. ケンヂおじちゃん, Kenji-ojichan) 4. «Сигнал» (яп. のろし, Noroshi) 5. «31 грудня» (яп. 12月31日, Jūnigatsu sanjūichinichi) 6. «Фінальний раунд» (яп. さいしゅうかい, Saishūkai) | 1. «Возз'єднання» (яп. さいかい, Saikai) 2. «Меморіал» (яп. 記念碑, Kinenhi) 3. «Детектив Тьоно» (яп. 蝶野刑事, Chōno-keiji) 4. «Тьотьо» (яп. ちょーちょ, Chōcho) 5. «Амбітний дует» (яп. ふたりの大志, Futari no taishi) |

| 1. «Свідок» (яп. 目撃者, Mokugekisha) 2. «Справжній убивця» (яп. 真犯人, Shinhannin) 3. «Уміхотару» (яп. 海ほたる, Umihotaru) 4. «Монстр» (яп. バケモノ, Bakemono) 5. «Тунель» (яп. トンネル, Tonneru) 6. «У пастці» (яп. 追い詰められて…, Oitsumerarete...) | 1. «Могутній союзник» (яп. 強い味方, Tsuyoi mikata) 2. «Талісман удачі» (яп. お守り, Omamori) 3. «Остання надія» (яп. 最後の希望, Saigo no kibō) 4. «Велика втеча» (яп. 大脱走, Daidassō) 5. «Перевірка сміливості» (яп. キモダメシ, Kimodameshi) |

| 1. «Втеча» (яп. 脱出, Dasshutsu) 2. «Повітря» (яп. 空気, Kūki) 3. «Приземлення» (яп. 上陸, Jōriku) 4. «Ярмарок мрій» (яп. 夢の博覧会, Yume no hakurankai) 5. «Коїдзумі» (яп. コイズミ, Koizumi) 6. «Підпис Бога» (яп. 神様のサイン, Kamisama no sain) | 1. «Правда» (яп. 真実, Shinjitsu) 2. «Контрольна кімната» (яп. コントロールルーム, Kontorōru rūmu) 3. «Зіткнення» (яп. 対面, Taimen) 4. «Фукубей» (яп. フクベエ, Fukubee) 5. «Прорив» (яп. 突入, Totsunyū) |

| 1. «Рішення» (яп. すだれ, Sudare) 2. «Робот» (яп. ガラクタ, Garakuta) 3. «Пісня Кендзі» (яп. ケンヂの歌, Kenji no uta) 4. «Твій транспорт» (яп. お迎え, Omukae) 5. «Друго-ленд» (яп. ともだちランド, Tomodachi Rando) 6. «Втеча» (яп. 裏の世界, Ura no sekai) | 1. «Запит» (яп. 頼み, Tanomi) 2. «Оцінки» (яп. 成績発表, Seiseki happyō) 3. «План» (яп. 夏休み, Natsu yasumi) 4. «Пагорб із мотузками» (яп. 屋敷の怪, Yashiki no kai) 5. «Голоси, що говорять» (яп. 秘密, Himitsu) |

| 1. «Не дивись» (яп. 見ちゃいけない, Mitcha ikenai) 2. «Кошмар» (яп. 悪夢, Akumu) 3. «Справжній бій» (яп. 本気勝負, Honki shōbu) 4. «Кролик Набокова» (яп. ラビット・ナボコフ, Rabitto Nabokofu) 5. «Екстрасенсорні здібності» (яп. 超能力, Chōnōryoku) 6. «Зізнання» (яп. 告白, Kokuhaku) | 1. «Нова книга пророцтв» (яп. しんよげんの書, Shin'yogen no sho) 2. «На трибуні» (яп. 壇上, Danjō) 3. «Спаситель» (яп. 救世主, Kyūseishu) 4. «Вбивство» (яп. 暗殺の時, Ansatsu no toki) 5. «Смертельна куля» (яп. 凶弾の時, Kyodan no toki) |

| 1. «Перемир'я» (яп. 停戦, Teisen) 2. «Перехрестя» (яп. クロスロード, Kurosurōdo) 3. «Спостереження» (яп. 監視, Kanshi) 4. «Новий вчитель» (яп. 新しい先生, Atarashii sensei) 5. «Жахлива відповідь» (яп. 恐怖の解答, Kyōfu no kaitō) 6. «Колекціонер» (яп. コレクター, Korekutā) | 1. «Монолог» (яп. 独り言, Hitorigoto) 2. «Кімната Друга» (яп. 友人の部屋, Yūjin no heya) 3. «Хлопчик без обличчя» (яп. 顔のない少年, Kao no nai shōnen) 4. «Хлопчик з обличчям» (яп. 顔のある少年, Kao no aru shōnen) 5. «Грім» (яп. 雷鳴, Raimei) |

| 1. «Безодня відчаю» (яп. 絶望の淵, Zetsubō no fuchi) 2. «Список інгредієнтів» (яп. 成分表示, Seibun hyōji) 3. «Брехня 1970 року» (яп. 1970年の嘘, Senkyūhyakunanajū-nen no uso) 4. «Стара дружба» (яп. 旧交, Kyūkō) 5. «Цілковита відданість» (яп. 全身全霊, Zenshinzenrei) 6. «Інопланетяни» (яп. 宇宙人, Uchūjin) | 1. «Рішення Садакійо» (яп. サダキヨの決意, Sadakiyo no ketsui) 2. «Руїни» (яп. 廃墟, Haikyo) 3. «Годзілла» (яп. ゴジラ, Gojira) 4. «Слова матері» (яп. 母の言葉, Haha no kotoba) 5. «Ямане-кун» (яп. ヤマネ君, Yamane-kun) 6. «Спогади про лабораторію» (яп. 理科室の思い出, Rikashitsu no omoide) |

| 1. «Різні новорічні вечори» (яп. それぞれの大みそか, Sorezore no Ōmisoka) 2. «Паломництво» (яп. 参拝, Sanpai) 3. «Самознищення» (яп. 自爆, Jibaku) 4. «Таємний зв'язок» (яп. 秘密の連絡, Himitsu no renraku) 5. «Бібліотека» (яп. 図書室, Toshokan) 6. «Лабораторія» (яп. 理科室, Rikashitsu) | 1. «Під спиртівкою» (яп. アルコールランプの下, Arukōruranpu no shita) 2. «Він» (яп. その男, Sono otoko) 3. «Постріл 1» (яп. 銃声1, Jūsei 1) 4. «Постріл 2» (яп. 銃声2, Jūsei 2) 5. «Справжній постріл» (яп. 銃声の正体, Jūsei no shōtai) 6. «Обличчя Друга» (яп. ともだちの顔, Tomodachi no kao) |

| 1. «Людина, яку не пам'ятають» (яп. 記憶にない男, Kioku ni Nai Otoko) 2. «Смерть Друга» (яп. ともだちの死, Tomodachi no Shi) 3. «Засідання за круглим столом» (яп. 円卓の会議, Entaku no Kaigi) 4. «Час возз'єднання» (яп. 再会の時, Saikai no Toki) 5. «Зізнання у 2003 році» (яп. 2003年の告白, 2003-nen no Kokuhaku) 6. «Справжня людина» (яп. ホンモノの男, Honmono no Otoko) 7. «Початок кінця» (яп. 終わりの始まり, Owari no Hajimari) | 1. «Жаб'яча імперія завдає відповідного удару 1» (яп. 蛙帝国の逆襲１, Kaeru Teikoku no Gyakushū 1) 2. «Жаб'яча імперія завдає відповідного удару 2» (яп. 蛙帝国の逆襲２, Kaeru Teikoku no Gyakushū 2) 3. «Тихе містечко в Німеччині» (яп. ドイツの静かな町, Doitsu no Shizukana Machi) 4. «Крадькома наближається жах» (яп. 忍び寄る恐怖, Shinobiyoru Kyōfu) 5. «Нові накази» (яп. 新たなる指令, Aratanaru Shirei) |

| 1. «Поминки» (яп. 追悼式, Tsuitō-shiki) 2. «Справжній 1971 рік» (яп. 本当の1971年, Hontō no 1971-nen) 3. «Злий імператор» (яп. 悪の大魔王, Aku no Dai Maō) 4. «Непроханий гість» (яп. 侵入者, Shin'nyū-sha) 5. «День, коли він щось побачив» (яп. 何かが見えた日, Nanika ga Mieta Hi) 6. «Людина, що гне ложки» (яп. スプーン曲げの男, Supūn Mage no Otoko) | 1. «Лабораторія, 1971 рік» (яп. 1971年の理科室, 1971-nen no Rika-shitsu) 2. «Зустріч з минулим» (яп. 過去との邂逅, Kako to no Kaigō) 3. «Особа» (яп. 正体, Shōtai) 4. «Викривлені спогади» (яп. ゆがんだ記憶, Yuganda Kioku) 5. «Мої літні канікули» (яп. 僕の夏休み, Boku no Natsuyasumi) 6. «Юність та мрії» (яп. 少年と夢, Shōnen to Yume) |

| 1. «Банальні пророцтва» (яп. 陳腐な預言書, Chinpuna Yogen-sho) 2. «Банальний японець» (яп. 陳腐な日本人, Chinpuna Nihonjin) 3. «Людина з татуюванням» (яп. 入れ墨の男, Irezumi no Otoko) 4. «Ворухлива правда» (яп. 蠢く真実, Ugomeku Shinjitsu) 5. «Хоробрість у 2001 році» (яп. 2001年の勇気, 2001-nen no Yūki) 6. «Прощання у 2001 році» (яп. 2001年の別れ, 2001-nen no Wakare) 7. «Який чудовий світ» (яп. この素晴らしき世界, Kono Subarashiki Sekai) | 1. «Найбільше шоу на Землі» (яп. 史上最大のショー, Shijō Saidai no Shō) 2. «Продавець у протигазі» (яп. 防毒マスクのセールスマン, Bōdoku Masuku no Sērusuman) 3. «Кінцевий термін» (яп. タイム・リミット, Taimu Rimitto) 4. «Хай живе Експо» (яп. ばんぱくばんざい, Ban Paku Banzai) 5. «Вище веселки» (яп. 虹のこちら側, Niji no Kochiragawa) 6. «Над веселкою» (яп. 虹のむこう側, Niji no Mukou Soba) |

| 1. «Основа веселки» (яп. 虹のつけ根, Niji no Tsukene) 2. «Справжній друг» (яп. 本当の友達, Hontō no Tomodachi) 3. «По той бік дзеркала» (яп. 鏡のむこう, Kagami no Mukou) 4. «Справжній пагорб повішених» (яп. 本当の首吊り坂, Hontō no Kubitsuri-zaka) 5. «Справжній привид» (яп. 本当の幽霊, Hontō no Yūrei) 6. «Надлюдина» (яп. 人間以上, Ningen'ijō) | 1. «Ера Друга» (яп. ともだち暦, Tomodachi-reki) 2. «Людина зі стрибків з жердиною» (яп. 棒高跳びの男, Bōtakatobi no Otoko) 3. «Новітня історія» (яп. 近代史, Kindai-shi) 4. «Дитяча уява» (яп. 子どもの発想, Kodomo no Hassō) 5. «Скринька з іграшками» (яп. オモチャ箱, Omocha-bako) |

| 1. «Сили оборони Землі» (яп. 地球防衛軍, Chikyū Bōei-gun) 2. «Тримайся, Кацуо!» (яп. がんばれ！ カツオ, Ganbare! Katsuo) 3. «Багато відчаю» (яп. 多くのゼツボウ, Ōku no Zetsubou) 4. «Крижана королева» (яп. 氷の女王, Kōri no Joō) 5. «Де почався відчай» (яп. 絶望の始まり, Zetsubō no Hajimari) 6. «В подорожі» (яп. 旅の途中, Tabi no Tochū) | 1. «Тягар подорожі» (яп. 旅の重さ, Tabi no Omo-sa) 2. «Офіцер на краю землі» (яп. 最果ての警察官, Saihate no Keisatsukan) 3. «Пісня на краю землі» (яп. 最果ての歌, Saihate no Uta) 4. «Літнє домашнє завдання» (яп. 夏休みの宿題, Natsuyasumi no Shukudai) 5. «Зустріч на перехресті — Контрудар» (яп. 十字路の遭遇（クロスカウンター）, Jūjiro no Sōgū (Kurosu Kauntā)) |

| 1. «Гута Лала, Суда Лала» (яп. グータララ スーダララ, Gūtarara Sūdarara) 2. «Двоє, що вижили» (яп. 生き残った二人, Ikinokotta Futari) 3. «Доню…» (яп. 娘よ……, Musume yo……) 4. «Пісня кожного» (яп. みんなの歌, Min'na no Uta) 5. «Всі, збирайтеся!» (яп. みんな集まって, Min'na Atsumatte) 6. «Вставай! Бо я стою, Джо!!» (яп. 立て、立つんだ、ジョー!!, Tate, Tatsu'nda, Jō!!) | 1. «На біс, на біс!!» (яп. アンコールアンコール!!, Ankōru Ankōru!!) 2. «Початок змін у світі» (яп. 世界を変える始まり, Sekai o Kaeru Hajimari) 3. «Те, що не можна бачити» (яп. 見てはいけないもの, Mite wa Ikenai Mono) 4. «Те, що не можна чути» (яп. 聞いてはいけないもの, Kiite wa Ikenai Mono) 5. «Те, що не можна знати» (яп. 知ってはいけないもの, Shitte wa Ikenai Mono) |

| 1. «Остання здобич» (яп. 最後の獲物, Saigo no Emono) 2. «Щось величезне наближається» (яп. どデカいものがやってくる, Do Deka I-mono ga Yattekuru) 3. «Іті-Піка» (яп. スペードの市, Supēdo no Ichi) 4. «Меланхолія манґаки Удзікі» (яп. 漫画家氏木氏の憂鬱, Mangakka Ujiki-shi no Yūutsu) 5. «Той, хто прорвався» (яп. 突破者, Toppa-sha) 6. «Велика втеча» (яп. 大脱走, Dai Dassō) | 1. «Семеро самураїв з пустки» (яп. 荒野の七人の侍, Kōya no Shichinin'nosamurai) 2. «Попався» (яп. 見ぃーつけた, Mi'ītsuketa) 3. «Хто у тебе за спиною» (яп. 後ろの正面, Ushiro no Shōmen) 4. «Абсолютне зло» (яп. 最悪の男, Saiaku no Otoko) 5. «Чоловік, який повернувся» (яп. 帰ってきた男, Kaettekita Otoko) |

| 1. «Останній урок» (яп. 極意, Gokui) 2. «Час Святої Матері» (яп. 聖母の時間, Seibo no Jikan) 3. «Коли співає жаба» (яп. カエル鳴く時, Kaeru Naku Toki) 4. «Найнікчемніша людина» (яп. 最低の男, Saitei no Otoko) 5. «Людство в балансі» (яп. 人類の勝負, Jinrui no Shōbu) 6. «Хто такий "Друг"?!» (яп. “ともだち”は誰!?, "Tomodachi" wa Dare!?) | 1. «Велика сила» (яп. 偉大な力, Idaina-ryoku) 2. «Саме я» (яп. 僕こそは, Boku Koso wa) 3. «Хто є хто?!» (яп. どっちがどっち!?, Dotchi ga Dotchi!?) 4. «Непередбачений сценарій» (яп. シナリオにないシナリオ, Shinario ni Nai Shinario) 5. «Двадцять чотири години для людства» (яп. 24時間の人類, 24-jikan no Jinrui) |

| 1. «Хто ти такий!?» (яп. あんた誰!?, Anta Dare!?) 2. «Хованки» (яп. かくれんぼ, Kakurenbo) 3. «Посланець Папи Римського» (яп. 法王の使者, Hōō no Shisha) 4. «Пограймося» (яп. あーそびーましょ, A'āsobi'īmasho) 5. «Прибуття інопланетян» (яп. 宇宙人現る, Uchūbito Genru) 6. «Друг тут і зараз» (яп. 今そこにいるともだち, Ima Soko ni Iru Tomodachi) | 1. «Продовження Книги Пророцтв» (яп. つづきのよげんしょ, Tsudzuki no Yogen-sho) 2. «Залишилося тільки це» (яп. あんだけが残る, An Dake ga Nokoru) 3. «Під цим прапором» (яп. この旗のもとに, Kono Hata no Moto ni) 4. «Підніми цей прапор» (яп. その旗をあげろ, Sono Hata o Agero) 5. «Зізнання маски» (яп. 仮面の告白, Kamen no Kokuhaku) |

| 1. «Після зізнання» (яп. 告白のあと, Kokuhaku no Ato) 2. «Остання пісня» (яп. 最後の歌, Saigo no Uta) 3. «Жителі Токіо» (яп. 東京都民の皆さん, Tōkyōto-min no Minasan) 4. «Твоя битва» (яп. あんたの勝負, Anta no Shōbu) 5. «Ти будеш жити» (яп. あなたが生きなさい, Anata ga Iki Nasai) 6. «Король у масці» (яп. お面大王, O-men Daiō) 7. «Не віддавай ворогу» (яп. 敵に渡すな, Teki ni Watasu na) | 1. «Легендарний детектив» (яп. 続伝説の刑事, Zoku Densetsu no Deka) 2. «Нічого не роби» (яп. 何もするな, Nani mo Suru na) 3. «Початок справедливості» (яп. 正義の始まり, Seigi no Hajimari) 4. «Захисник справедливості» (яп. 正義を守る男, Seigi o Mamoru Otoko) 5. «Кінець гри» (яп. 遊びの終わり, Asobi no Owari) 6. «Розв'язка» (яп. 決着, Ketchaku) |

## 21st Century Boys
| 1. «Смерть "Друга"» (яп. “ともだち”の死, "Tomodachi" no Shi) 2. «Дорослий уві сні» (яп. 夢の中の大人, Yume no Naka no Otona) 3. «Наш прапор» (яп. 俺たちの旗, Oretachi no Hata) 4. «Початок дитинства» (яп. 子供のはじまり, Kodomo no Hajimari) | 1. «Привид майбутнього» (яп. 未来のおばけ, Mirai no Obake) 2. «Копія копії» (яп. マネのマネ, Mane no Mane) 3. «Схованка» (яп. かくし場所, Kakushi Basho) 4. «Ти сьогодні помер» (яп. おまえは今日で死にました, Omae wa Kyō de Shinimashita) |

| 1. «Правила гри» (яп. ゲームのルール, Gēmu no Rūru) 2. «Залишки диявола» (яп. 悪魔の残党, Akuma no Zantō) 3. «Прощавай, Мандзьоме» (яп. さよなら万丈目, Sayonara Manjōme) 4. «Кнопка» (яп. スイッチ, Suitchi) | 1. «Нокаут» (яп. パンチアウト, Panchi Auto) 2. «Я не дозволю цьому закінчитися» (яп. 絶対に終わらせない, Zettai ni Owarasenai) 3. «Пробач» (яп. ごめんなさい, Gomen'nasai) 4. «Хлопець 20-го століття» (яп. 20世紀少年, 20 Seiki Shōnen) |

## 20th Century Boys: Ujiko Ujio's Mangari Michi
| № | Назва                                                                                  | Дата виходу   | ISBN                   |
| - | -------------------------------------------------------------------------------------- | ------------- | ---------------------- |
| 1 | Хлопці 20-го століття: Збірка творів Ujiko-Ujio (20世紀少年 の脇役 ウジコウジオ作品集) | 6 червня 2010 | ISBN 978-4-09-183245-0 |